# Skelton-in-Cleveland
Skelton-in-Cleveland è un paese della contea del North Yorkshire, in Inghilterra.